# Do 24 (航空機)
Do 24
Do 24の試作初号機
- 用途：偵察機、救難機、爆撃機
- 分類：飛行艇
- 製造者：ドルニエ、アヴィオランダ
フォッカー、SNCAN
- 運用者：ドイツ空軍、オランダ海軍、フランス海軍、オーストラリア空軍、スペイン空軍、スウェーデン空軍、ノルウェー空軍
- 初飛行：1937年7月3日
- 生産数：279機
- 生産開始：1937年
- 運用開始：1937年11月

Do 24 は第二次世界大戦の開戦前にドイツで開発された飛行艇である。オランダ海軍航空隊が東インド諸島の植民地で使用するためにドルニエ社に開発を依頼した機体で、1937年に初飛行した。その後オランダでライセンス生産が行われたが、第二次世界大戦開戦後ドイツがオランダを占領すると、オランダにおける生産ラインはそのまま活用され、生産された機体はドイツ空軍が海難救助任務や輸送、洋上偵察に使用した。

## 開発
オランダは、ドルニエ社が第一次世界大戦時に開発したGs-2飛行艇を40機運用していたが、1930年代になると旧式化してきたため、これに代わって東インド諸島の植民地で運用する新型飛行艇の開発をドルニエ社に依頼した。ドルニエ社はオランダ軍と協議しながら1935年より開発を開始し、同年末に12機の受注に成功した。
Do24と名づけられた機体は、ドルニエ社の飛行艇の伝統ともいえる艇体の両側に張り出したスポンソンを持ち、パラソル式の主翼を胴体中央部の支柱で支えていた。エンジンについては当初燃費を重視してユンカース製のディーゼルエンジンを搭載する予定だったが、オランダ軍側から自国でメンテナンス可能なライト・サイクロン空冷エンジンを搭載するよう要求されたため、機体製作途中に空冷エンジン3発に改められた。
試作第1号機は1937年7月に初飛行し、飛行テストも良好だったため、購入した12機の他に約50機のライセンス生産の契約を結んだ。

## オランダ・ドイツでの運用

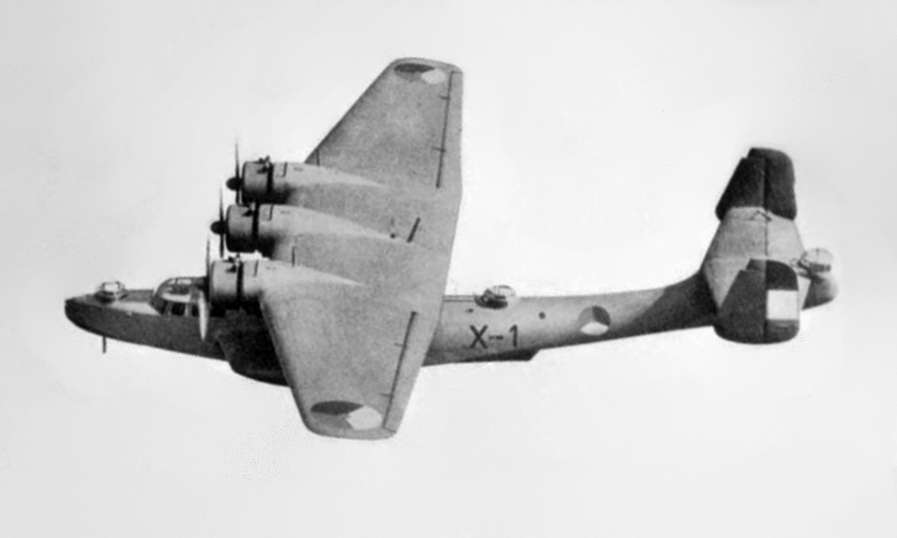
オランダのDo 24K

オランダへは試作1号機と2号機と、生産型12機が輸出された。Do24K-1と名づけられたこれらの機体は、ライト・サイクロンR-1820-F52エンジン（875hp）を搭載していた。オランダでのライセンス生産はフォッカー社で行われたが、エンジンはより強力なライト・サイクロンR-1820-G102(1000hp)が搭載されていた。これらの機体は分解された後ロッテルダムから船積みされ、東インド諸島に輸送後現地で組み立てられた。ジャワ島などに配備された機体は、太平洋戦争開戦後進出してきた日本軍相手に運用されたが、戦果は不明である。その後日本軍による破壊を免れた機体の一部は、オーストラリアまで逃れオーストラリア軍により救難や洋上哨戒に利用された。
ドイツにおいては偵察・哨戒用飛行艇としてBV 138の配備が始まっていたため、Do24に対する関心は薄かった。しかし、第二次世界大戦開戦により海上救難、洋上哨戒、輸送に利用できる機体の充実が急務となり、また、1940年にオランダを占領したことにより20機のDo24とその製造ラインを確保したことから、海上救難用の機体として本機が採用されることとなった。生産は主にフォッカー社で行われ1944年末までに約180機生産された。

## オランダ・ドイツ以外での運用
Do24はドイツ占領下のフランスにおいてCAMS(SNCAN)のサルトルーヴィル工場でも生産が行われたが、生産は終戦後も続けられフランス海軍は1955年まで本機を使用した。スウェーデンでは1944年に捕獲した1機のDo 24T-1をTp 24として予備部品の不足によって行動不能となる1951年まで使用され翌年解体された。スペインでは1967年の時点で実際に運用していた事が確認されていたが、ドルニエ社では1971年にその1機を買い取り将来の多用途飛行艇のベースとして改造し1983年に初飛行した。このDo 24ATTは主翼が新しく設計されたものに変更され水陸両用機に改修されておりエンジンもP&W PT6A-45Bターボプロップエンジンとなっている。その後一旦ドイツ博物館に収められたが2003年に再びレストアされ飛行することとなった。

## 派生型

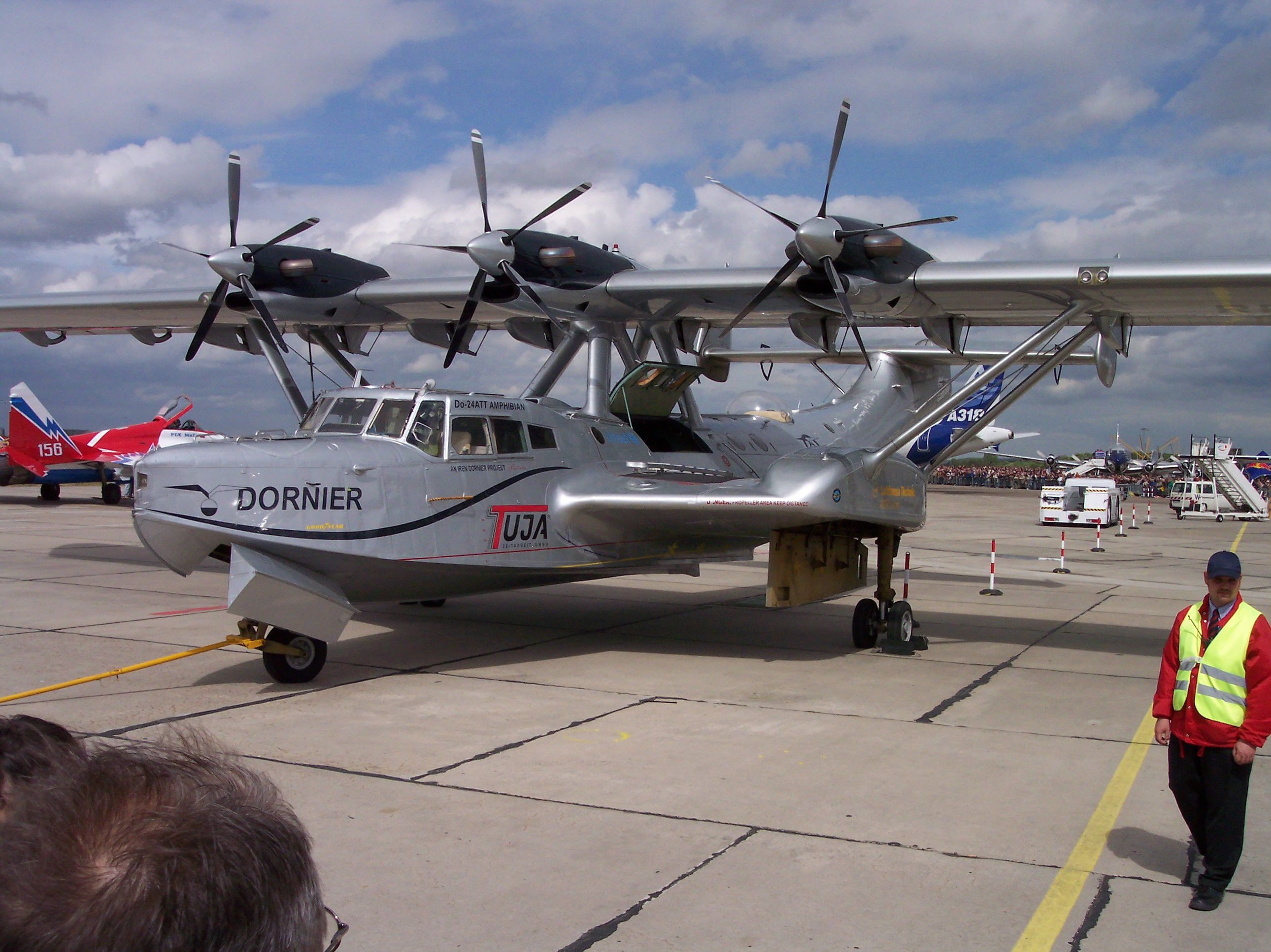
Do 24 ATT

Do 24K-1
ドイツでの量産機。6機生。
Do 24K-2
オランダのライセンス生産機Wright R-1820-G102エンジン746 kW (1,000 hp)を3基装備
Do 24N-1
ドイツ空軍の航空海上救助作業用に製造された、オランダ製のDo 24K-2。Wright R-1820-G102エンジン746 kW (1,000 hp)を3基装備。11機生。
Do 24T-1
フランスでの量産機。48機製造。
Do 24T-1
ドイツ空軍用にオランダで生産された機体。3基のBMW Bramo 323R-2エンジンを装備。159機(T-2 と T-3も含む)生産。
Do 24T-2
Do 24T-1のマイナーチェンジ
Do 24T-3
Do 24T-1のマイナーチェンジ
Do 24 ATT
プラット・アンド・ホイットニー・カナダPT6A-45Bターボプロップエンジンを搭載する戦後に生産された機体。1機生産。
Do 318
boundary-layer制御装置を搭載1機のDo 24Tが改造されている。

## スペック
- 全長： 27.00 m
- 全幅： 22.00 m
- 全高： 5.45 m
- 全備重量： 18,400 kg

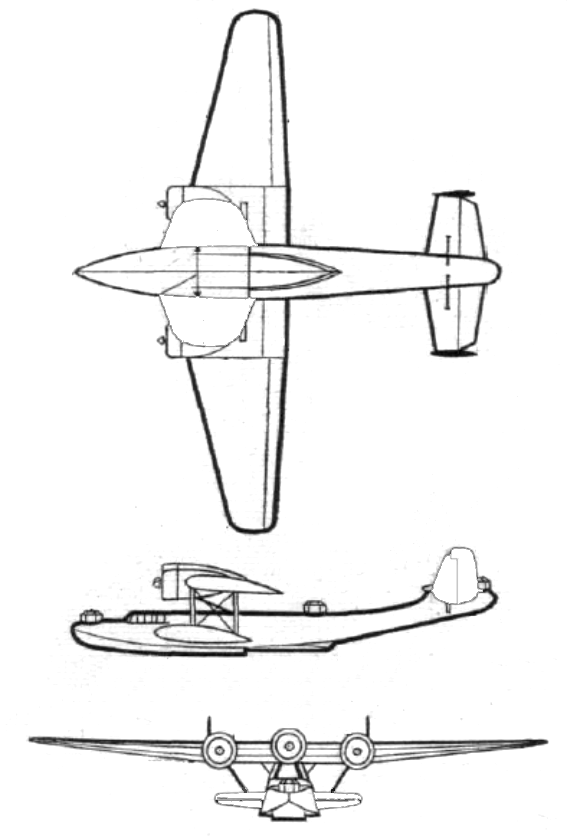
Do 24の三面図

- エンジン： BMWブラモ 323R 1,000 hp × 3
- 最大速度： 332 km/h
- 航続距離： 4,700 km
- 実用上昇限度： 7,500 m
- 武装
  - 20 mm機関砲 × 1
  - 7.92 mm機関銃 × 1
- 乗員： 6名